# كأس فلسطين لأندية قطاع غزة 1994–95
كأس فلسطين لأندية قطاع غزة 1994–95 هي النسخة الثانية من كأس فلسطين لكرة القدم التي تُقام خصيصًا لأندية قطاع غزة، حيث تجمع بين أبرز الفرق الرياضية في المنطقة في منافسة محلية هامة. أقيمت البطولة خلال موسم 1994–1995، وشهدت تنافسًا قويًا بين الفرق على لقب الكأس.
توج بلقب البطولة نادي غزة الرياضي بعد فوزه في المباراة النهائية على فريق شباب رفح، مسجلاً إنجازًا مهمًا في تاريخه الكروي. مثلت هذه البطولة فرصة لتعزيز المنافسة الرياضية وتطوير كرة القدم في قطاع غزة رغم الظروف الصعبة التي تواجهها المنطقة.